# Anna Landelius
Anna Landelius, född 1975, är en svensk journalist som framför allt arbetat för Sveriges radio. Hon började sin bana som reporter och programledare på samhällsprogrammet Folkradion i P3 och arbetade senare även som reporter för programmet Front för att sedan gå vidare till P1 där hon arbetade som reporter och producent för Studio ett. Anna Landelius blev 2003 nominerad till Stora journalistpriset för sitt och Ida Lännerbergs projekt Hülyas hörna.